# Д. М. Томас
Доналд Майкъл Томас (на английски: Donald Michael Thomas), познат като Д. М. Томас (на английски: D. M. Thomas) е английски драматург, преводач, поет и писател на произведения в жанра лирика, фентъзи, драма, биография и мемоари.

## Биография и творчество
Д. М. Томас е роден на 27 януари 1935 г. в Редрът, Корнуол, Англия. През 1949 г. се премества със семейството си в Мелбърн, Австралия. След като завършва гимназия там, се връща в Редрът. В периода 1953 – 1955 г., в разгара на Студената война, по време на военната си служба изучава руски език. Той запазва интереса си през целия живот към руската култура и литература и по-късно прави преводи на руски поети класици.
След отбиване на военната служба следва английска филология в Ню Колидж на Оксфордския университет, като завършва с отличие бакалавърска степен през 1958 г. През 1961 г. получава магистърска степен след следдипломно обучение. След дипломирането си в периода 1959 – 1963 г. преподава английска литература в Тинмът. В периода 1963 – 1978 г. преподава английска литература в образователния колеж в Херефорд.
Дебютира в литературата през 1959 г. с публикация на разказ в университетското списание „Изида“. От 1968 г. публикува поезия и проза в британското списание за научна фантастика „New Worlds“. Първата му книга, стихосбирката „Two Voices“ (Два гласа), е издадена през 1968 г., а през 1971 г. е издаден сборникът му с разкази „Logan Stone“ (Логан Стоун). През 1978 г. е издаден първият му роман „The Flute Player“ (Флейтистът).
Става известен с фантастично-еротичния си роман „Белият хотел“ от 1981 г. Той представя историята на младата певица Анна Г., която е пациентка на Зигмунд Фройд през 1920 г. в бляскавата Виена. Докато той анализира необикновения ѝ сън, който предизвиква у нея хистерия и видения за Бабин Яр (където тя в крайна сметка загива), в Германия нацистите вземат превес, а антисемитските настроения в цяла Европа достигат връхна точка и водят до Холокоста. Книгата е номинирана за награда „Букър“.
Биографията му на Александър Солженицин от 1998 г. е отличена с наградата „Оруел“ за политическо писане през 1999 г.
Голяма част от творчеството му е поезия, която е характерна със своята директност, често разговорна по тон, която засяга теми, близки до дома, като брак, секс и смърт. Една от силните страни на лириката му е в предизвикване на интимните комуникации между хората, независимо дали са любовници или приятели, настоящи и предишни.
Той има четири съпруги и три деца. През 1958 г. се жени за Морийн Скюс. Имат дъщеря и син – Кейтлин и Шон. През 1976 г. се жени за Дениз Алдред, с която имат син – Рос и живеят в Труро. Съпругата му Дениз умира през 1998 г. През 1999 г. се жени за Виктория Фийлд, а през 2005 г. за Анджела Ембри.
Д. М. Томас живее със семейството си в Корнуол.

## Награди и отличия
- 1979: Gollancz/Guardian Fantasy Prize за романа „The Flute Player“[7]
- 1981: Cholmondeley Award за „Dreaming in Bronze“[8]
- 1981: Награда за белетристика на вестник Los Angeles Times за „Белият хотел“[9]
- 1981: Cheltenham Prize for Literature за „Белият хотел“[10]
- P.E.N. Prize за „Белият хотел“[10]
- 1981: Номинация на награда Букър за „Белият хотел“[11]
- 1999: Orwell Prize за „Alexander Solzhenitsyn: a Century in His Life“[12]

## Произведения

### Самостоятелни романи
- The Flute Player (1979)[1][2][5]
- Protest (1980)
- Birthstone (1980)
- The White Hotel (1981)
Белият хотел, изд.: „Петриков“ (1991), „Сиела“, София (2016), прев. Людмила Костова, Георги Рупчев
- Lying Together (1990)
- Flying in to Love (1992)
- Pictures at an Exhibition (1993)
- Eating Pavlova (1994)
- Lady With a Laptop (1996)
- Hunters in the Snow (2014)
- Conversations with Freud (2020)

### Серия „Руски нощи“ (Russian Nights)
1. Ararat (1983)[1][2][6]
2. Swallow (1984)
3. Sphinx (1986)
4. Summit (1987)

### Сборници
- Logan Stone (1971) – разкази[1][6]
- Orpheus in Hell (1977) – разкази
- The Rock (1975)
- The Devil and the Floral Dance (1978) – с Джон Астроп

### Поезия
- Two Voices (1968)[1][2][5]
- The Shaft (1973)
- Love and Other Deaths (1975)
- The Honeymoon Voyage (1978)
- Selected Poems (1983)
- Not Saying Everything (2006)
- Flight and Smoke (2009)
- Two Countries (2011)
- Mrs English and Other Women (2014)
- Shadow Sonnets (2018)
- Ruslan and Ludmila (2019)
- A Child of Love and War: Verse Memoir (2021)

### Пиеси
- Hell Fire Corner (2004)[5]

### Документалистика
- Memories and Hallucinations (1988)[1]
- Alexander Solzhenitsyn (1998)[4][5]
- Bleak Hotel (2008)
- Freud (2010)
- Corona Man (2020)
- A Child of Love and War (2021)

### Преводи
- Евгений Евтушенко, Гълъб в Сантяго: новела в стихове (1982)[5]
- Александър Пушкин, Бронзовият конник и други стихотворения (1983)
- Анна Ахматова, Ще чуете гръм (1985)
- Александър Пушкин, Онегин (2011)
- Александър Пушкин, Руслан и Людмила (2019)